# Несторианство
Несториа́нство — многозначный термин, используемый в христианском богословии и истории церкви как обозначение двух отличных по доктрине учений. Первое значение этого термина связано с диофизитским учением христианского богослова Нестория (умер около 450 года), который учил о двух природах, двух ипостасях и двух лицах Иисуса Христа (божественных и человеческих). Это учение было осуждено как ересь на Эфесском (Третьем Вселенском) соборе в 431 году.
Второе значение термина относится к более позднему учению, которое традиционно называлось несторианским, но отличается от учения Нестория тем, что исповедует две природы, две кномы (ипостаси) в одном лице и одной воле Иисуса Христа. Христианские церкви, исповедующие такую христологию, называются Доэфесскими церквями, к которым относятся Ассирийская церковь Востока и Древняя Ассирийская церковь Востока.

## Учение

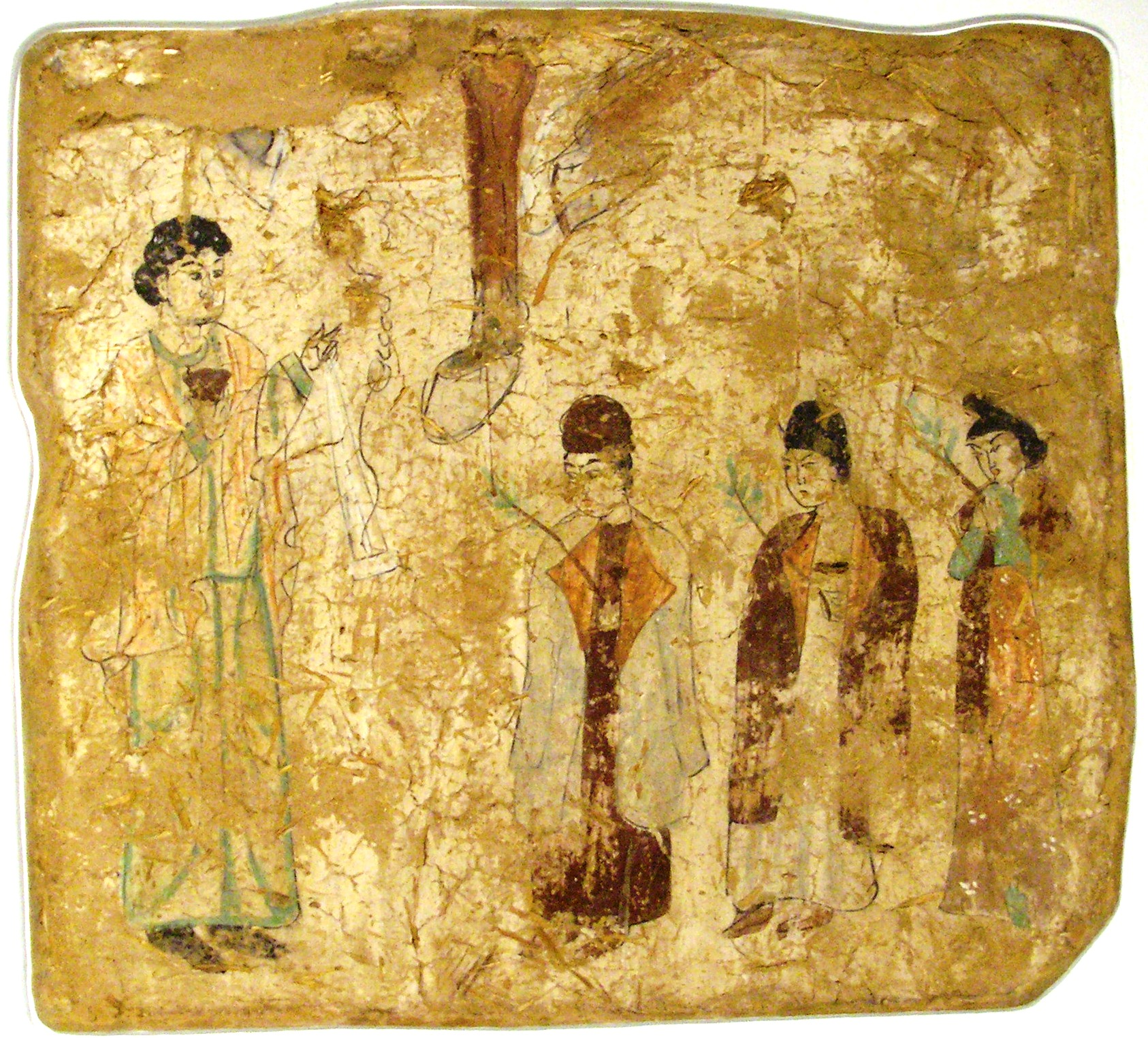
Несторианский священник на Вербное (Пальмовое) воскресенье.
Рисунок с разрушенной церкви в Гаочане (древний Кочо), Синьцзян-Уйгурского автономного района Китая.

В Антиохийской богословской школе основной акцент делался на полноте и совершенстве человеческой природы во Христе. При этом совершенство человеческой природы Иисуса Христа акцентировалось настолько сильно, что Его человечество нередко воспринималось как самостоятельный, отдельный человек, во всём подобный людям, но соединённый с Божеством некоторой внешней благодатной связью, подобной связи между двумя кусками дерева. Эти идеи явным образом проявляются у Диодора Тарсийского и Феодора Мопсуестийского, живших на рубеже IV и V веков.
В Антиохийской школе способ соединения двух природ во Христе обозначался терминами «сопряжение», «обитание», «относительное единство», которые могли пониматься как выражение не единства лица, но всего лишь морального единства двух лиц: единая воля, единое действие, единое господство и владычество.
Учеником Феодора Мопсуестийского был Несторий, который создал учение о так называемом «лице единения». Он признавал во Христе два лица, два различных субъекта: Божественный субъект — Бог Слово или Сын Божий, предвечно рождённый от Бога Отца, и человеческий субъект — человек Иисус Христос, представляющий собой храм Божества, рождённый от Девы Марии, с которым соединился Бог Слово, то есть вторая ипостась Святой Троицы. Эти два лица сходятся в некоторое третье лицо, которое Несторий называл термином «лицо единения» и именовал «Иисус», «Христос», «Сын», «Господь», «Единородный». При этом сам Несторий не утверждал, что во Христе два лица, но весь образ его мысли свидетельствовал о том, что он полагал во Христе вторую (человеческую) ипостась (конкретная реализация природы), отличную от ипостаси Бога Слова. Несторий отвергал тождественность Иисуса Христа и Бога Слова. Таким образом, получалось, что Сын Божий и Сын Девы Марии ипостасно разделены: между ними существует только нравственная связь, подобная той, которая существовала между Богом и ветхозаветными праведниками, единство Божества и человечества оказывалось внешним.
Несторий признавал божественную и человеческую ипостаси Христа способными к самостоятельному существованию, поскольку каждая ипостась, по его  мнению, обладает своим природным лицом, представляющей собой совокупность свойств ипостаси, или её качеств, в отличие от Феодора Мопсуестийского, который предполагал только самостоятельное существование ипостаси Бога Слова и не признавал два лица Иисуса Христа. Несторий отрицал природное и ипостасного единение божества и человечества, также отрицал «взаимообщения свойств» между Богом Словом и человеком Иисусом Христом, то есть перенос человеческих свойств на Бога Слова. По мнению Нестория, природа неизменно нуждается в наличии ипостаси для того, чтобы быть реальной, а не иллюзорной. 
В 428 году Несторий стал Константинопольским архиепископом и стал заявлять, что Деву Марию не следует называть Богородицей, так как она родила не Бога, а только человека, с которым при Воплощении соединилось Слово Божие, превечно рожденное от Отца. Он учил, что Иисус, рожденный от Девы Марии, был только обителью Божества и орудием спасения людей. Иисус, через наитие Святого Духа, стал Христом, то есть помазанником, и Слово Божие пребывало с ним в особом нравственном или относительном соединении. Так как термин Богородица использовался в богослужении, то заявление Нестория, что Деву Марию следует называть «Человекородицей», вызвало всеобщее негодование. Тогда в виде компромисса он предложил новое название «Христородица», а потом соглашался принять и церковный термин Богородица, но с оговоркой, что Божество не началось при Воплощении. При этом Несторий отрицал, что Дева Мария родила человека, с которым лишь впоследствии соединился Бог Слово.
Вследствие почитания Церковью Востока Нестория, за ней закрепилось наименование несторианской. Ассирийская церковь Востока отвергает такое наименование, указывая, во-первых, на своё апостольское происхождение, во-вторых, на то, что учение Нестория, изложенное в его сочинении «Книга Гераклида Дамасского», не идентично учению, именуемому несторианством и осуждённому на III Вселенском соборе. В начале VII века синтез сирийской и антиохийской богословских традиций был завершён в сочинениях Баввая Великого, который зафиксировал ставшую традиционной для Ассирийской церкви Востока и Древней Ассирийской церкви Востока формулу: «две природы, две кномы (ипостаси) в одном лице и одной воле Иисуса Христа». Церковь Востока в 612 году на епископском собрании приняла учение о двух ипостасях во Христе.
Кномой (ипостасью) в Доэфесских церквях (Ассирийской церкви Востока и Древней Ассирийской церкви Востока) называется конкретизация природы, индивид, но не лицо (личность), в то время как в Халкидонском вероопределении, принятому в Православной и Католической церквях, отождествляются ипостась и лицо. Лицо, также называемое парсопой, в Доэфесских церквях — это всецелая совокупность свойств и качеств, придающих кноме специфические характеристики, отличающие её от другой кномы той же природы. В приложении к людям кнома и лицо полностью совпадают. По отношению к Богу кнома не есть то же, что лицо. Второй кномой Святой Троицы является «Слово», а его Лицо — «Сыновство». При воплощении Слово Божие сообщило Иисусу Христу своё Лицо Сыновства, которое стало Лицом зачатого Девой Марией, при этом Слово осталось совершенным в своей кноме и человеческая кнома не утратила своего совершенства. Бог Слово принял лицо человечества и явил себя через неё. Исповедание двух кном является для Доэфесских церквей способом представить во Христе совершенное божество и совершенное человечество, однако человеческая кнома не имела человеческого сыновства, поэтому, согласно Доэфесским церквям, в Иисусе Христе одно лицо (лицо Сыновства Бога Слова). Церковь Востока отвергает обвинения в исповедании двух сынов. Принять, что во Христе одна кнома (ипостась), означает для Церкви Востока допустить смешение природ в новую синтетическую природу, то есть впасть в монофизитство. Воля в традиции Церкви Востока есть проявление личности, поэтому она исповедует одну волю Иисуса Христа.
Большинство современных сирологов согласны в том, что Церковь Востока никогда не была несторианской в том смысле, в каком несторианство осудил Третий Вселенский собор. Халдеи всегда протестовали против наименования их несторианами. Академик В. В. Бартольд сообщал, что в Средней Азии христиане не называли себя несторианами. Он пишет, что имя «несториане» «не перешло в восточные языки и не встречается ни в семиреченских надписях, ни в сиро-китайском памятнике».

## Оппозиция Несторию

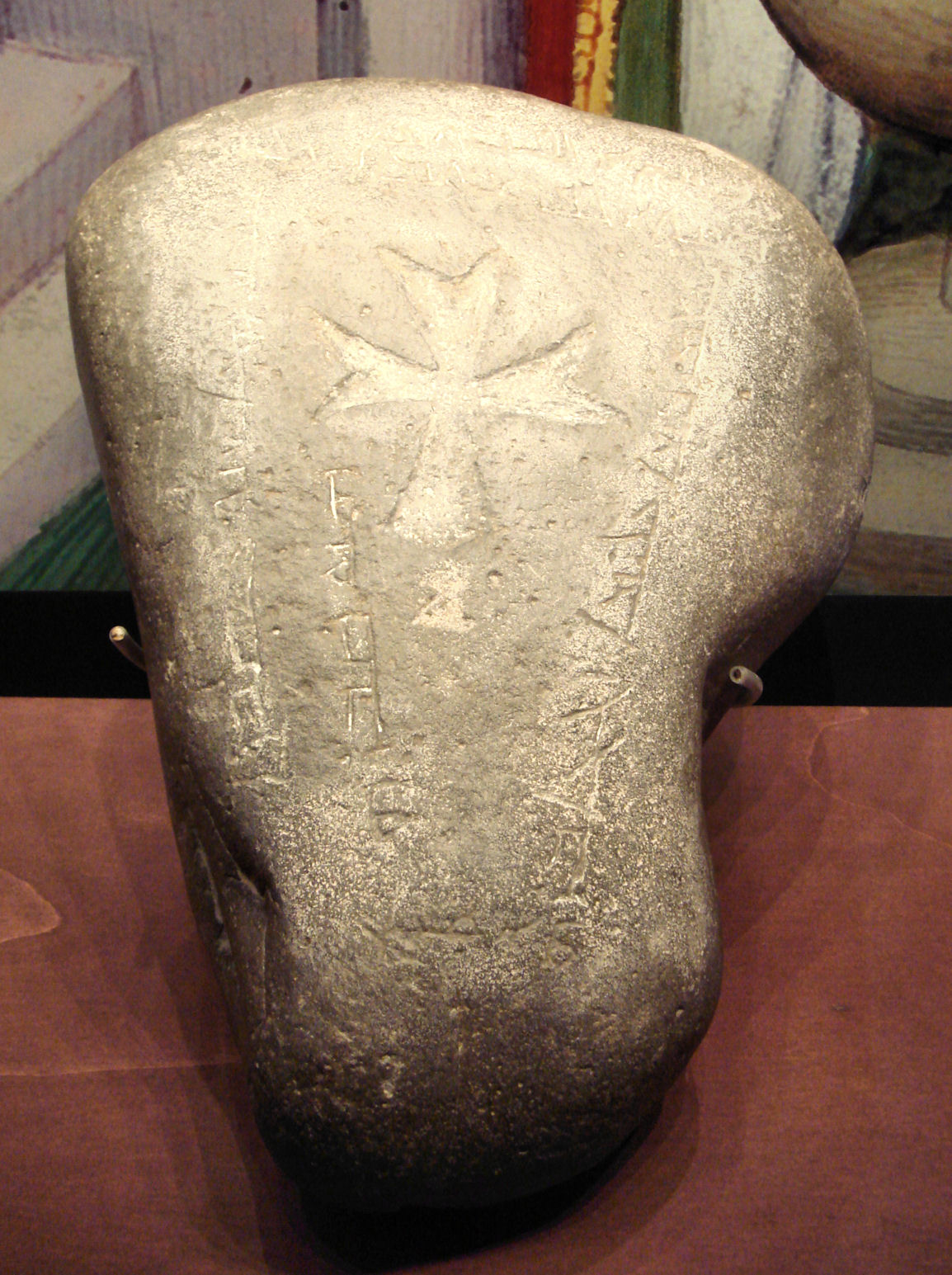
Несторианская надгробная плита с надписью на уйгурском, найденная близ Иссык-Куля (датируется 1312 г.)

Против Нестория публично выступили епископ кизический Прокл (впоследствии архиепископ Константинопольский) и Евсевий (впоследствии епископ Дорилейский). Опираясь на покровительство императора, Несторий стал жестоко преследовать своих противников среди константинопольского клира и монастырей. Между тем известие о новом учении достигло египетских пустынь, и множество монахов приходили к Александрийскому архиепископу Кириллу, требуя от него защиты православия. Кирилл обнародовал послание «К отшельникам», где осуждал мнение Нестория, а затем отправил увещательное послание и к самому Несторию, который со своей стороны обратился к римскому папе Целестину I с подробной защитой своего учения. Архиепископ Кирилл послал папе опровержение учения Нестория, который и был осужден на местном римском соборе. Папа уполномочил Кирилла действовать и от его (папы) имени и потребовать у Нестория отречения от его заблуждения в десятидневный срок. Перед этим архиепископ Кирилл обнародовал своё второе послание к Несторию, содержавшее обширный богословский трактат о догмате воплощения (так называемый том Святого Кирилла), а после соглашения с Римом свел свой спор с Несторием к 12 анафематизмам. Друг Нестория, патриарх антиохийский Иоанн, советовал ему подчиниться. Несторий торжественно объявил, что он готов одобрить именование «Богородица», поскольку рожденный от Девы человек Иисус был соединен с Богом Словом; но он решительно был против анафематизм Кирилла и представил их опровержение по пунктам в особом сочинении. Созванный императором в 431 году Третий Вселенский собор в Ефесе привел к окончательному осуждению Hестория, который вслед за тем был сослан сначала в монастырь Евпрепия (близ Антиохии), а затем в отдаленный египетский оазис Ибис, где через несколько лет и умер.
Однако сирийские епископы, соотечественники Нестория, во главе с архиепископом Антиохийским Иоанном отказались признать решения Ефесского собора. Антиохийская кафедра отделилась от общения с другими церквами. Вскоре на примирении спорящих настоял император, и в 433 году Александрийский и Антиохийский архиепископы подписали Согласительное исповедание, в которой была сделана успешная попытка согласования позиций и терминологии двух богословских школ.
В 451 году IV Вселенский (Халкидонский) собор вновь осудил Нестория и дал христологическое вероопределение Православной церкви, синтезировавшее александрийское и антиохийское учения о Христе: единое Лицо и единая Ипостась в двух природах. В 553 году V Вселенский собор осудил Феодора Мопсуестийского.

## Размежевание несторианства и основного христианства

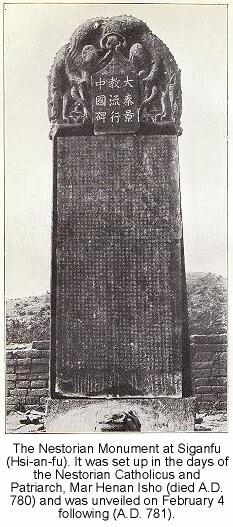
Несторианская стела в Сиане (781 г.) — древнейший христианский памятник Китая

По мнению ряда авторов, анафема несторианам была произнесена на Халкидонском соборе в 451 году. Но христиане Церкви Востока несторианами себя не считают. «Хотя эта Церковь почитает Нестория святым, она не является Церковью, основанной Несторием, — пишет современный богослов Ассирийской церкви Востока Мар Апрем Мукен, — Несторий не знал сирийского, а сирийская Церковь Востока, находившаяся в Персидской империи, не знала греческого… Только после смерти Нестория сирийскую Церковь Востока, которая не принимала никакого участия в христологическом конфликте между Несторием и Кириллом и вообще не знала ничего об этих спорах при их жизни, стали, к сожалению, воспринимать как основанную Несторием».
Большая часть последователей Нестория сосредоточилась в восточной части Антиохийского патриархата, но поднятое здесь против них эдесским епископом Равулой (411—435) гонение заставило их переселиться в Персию, где они были охотно приняты, как потерпевшие от враждебной Византии.
После III Вселенского Ефесского собора персидская церковь соборно признала и объявила догмат ο полноте двух природ во Христе. В 484 году на соборе в Бит-Запате несторианство было признано господствующим исповеданием персидских христиан. Поддержка персидского шаха для византийских несториан оказалась роковой. В 489 году император Зинон подтвердил осуждение несториан и закрыл эдесскую школу, где несториане преподавали свое учение. Школа переехала в Персию, в Низиб. В результате несторианская церковь обособилась от всего остального христианского мира. Название «несториане» к персидской, или халдейской, церкви было приложено извне православными греками и монофизитами.
В 499 году, на соборе в Селевкии одному из несторианских епископов было присвоено верховное управление, с титулом патриарха-католикоса всего Востока

## Распространение несторианства
С середины VII века усилиями миссионеров несторианство было распространено среди иранских и среднеазиатских народов (хорезмийцев, согдийцев, бактрийцев, енисейских кыргызов, тюркютов), также среди центральноазиатских тюркских и монгольских народов (уйгуров, карлуков, найманов, кереитов, меркитов, каракитаев), в Половецкой степи и на Кавказе преимущественно среди осетин.
Центром несторианства стал Ктесифон (на территории Ирака), епископские кафедры располагались в Нишапуре (Иран), в Самарканде и Бухаре (Узбекистан), Герате (Афганистан), Мерве (Туркменистан). Также существовала объединённая епархия Невакета и Кашгара (Кыргызстан и Уйгурия).
Когда в VII века персидское царство было покорено исламом, несториане сохранили свое положение покровительствуемой религии. В 628 году несторианский патриарх Ишо-Яб II д’Гуэдал получил от пророка Мухаммеда охранную грамоту для своей Ассирийской церкви Востока, которая в эпоху Арабского халифата достигла наивысшего расцвета. Жители стран, завоеванных халифатом, принуждались принять одну из авраамических конфессий и нередко предпочитали выбрать несторианство.
В 635 году несторианство проникло в Китай, первые императоры династии Тан (Тай-цзун и Гао-цзун) покровительствовали несторианам и позволяли им строить церкви. Однако они почти совсем ассимилировалось с туземным населением. Несторианство проникло даже в Японию. В 1960 году глиняная табличка с изображением креста была обнаружена при раскопках буддийского Абрикосовского храма (VIII век) у села Кроуновка Приморского края. Проникло несторианство и в Индию. В Индии (на Малабарском берегу) несториане, называемые «христианами святого Фомы», соединились с живущими там же яковитами.
Несториане были достаточно терпимы к другим христианским общинам. Католикос Тимофей I на рубеже VIII и IX веков писал: «Все мы <…> равно исповедуем Спасителя истинным Богом и истинным человеком. Наши споры и несогласия — не о самом соединении природ (во Христе), а об образе этого соединения».
В XI веке Абу Рейхан Бируни, посвятивший несторианам отдельную главу в своём труде «Памятники минувших поколений», писал, что «большинство жителей Сирии, Ирана и Хорасана — несториане».
В XIII веке во время Желтого крестового похода начальник штаба найман Китбука-нойон был ревностным несторианином и помощников подбирал из единоверцев. Во время правления кагана Мункэ (1251—1259) несторианство было наиболее влиятельной религией в Монгольской империи.
Несмотря на терпимость несториан, когда один из онгутских ханов, несторианин по имени Георгий был обращен Иоанном де Монте-Корвино в католичество, реакция несторианского духовенства была очень резкой. Как писал в 1305 году сам Иоанн, «несториане в Монголии вошли в такую силу, что христианам иных обрядов не позволяют иметь даже малой часовенки, ни проповедовать иного учения, кроме несторианского». Через сто лет после путешествия Рубрука двое францисканцев были убиты несторианами в Туркестане.
Согласно ЭСБЕ, в XIV веке при Тамерлане несториане подверглись истребительному гонению, от которого уцелели лишь небольшие остатки секты, скрывшиеся в курдских горах. Однако как пишет в своём исследовании историк Жан-Поль Ру, «нет ничего хуже, чем это мнение. Если несторианство и исчезло, то, конечно, позднее и тихо вследствие усилившейся изоляции Центральной Азии, минской ксенофобии и значительных успехов, достигнутых исламом в XV и XVI веках. Тимур тут явно был ни при чём».
В Месопотамии несториане, принявшие в XVI веке унию с Римом, образуют особый восточно-католический патриархат халдейского обряда, что было окончательно закреплено в 1830 году основанием Халдейской католической церкви. Большинство несториан, не принявшее унии, имели другого патриарха, живущего около города Джуламерга в Курдистане. Несториане, не принявшие унии, имели только три таинства: крещение, евхаристию и священство. Несториане, живущие в Джуламерге, до первой мировой войны составляли 90% населения. С тех пор они были вынуждены оставить свои места. Их потомки живут теперь в Сирии.
В начале XXI века Ассирийская церковь Востока, традиционно именуемая несторианской, хотя она отвергает такое именование, насчитывала около 200 тысяч человек. В 1968 году в ней произошёл раскол, обусловленный её переходом на григорианский календарь. Результатом раскола стало основание отдельной церкви, именуемой Древней Ассирийской церковью Востока, численностью около 50—100 тысяч человек. Последователи Ассирийской церкви Востока представлены в Ираке (82 тысяч), Сирии (40 тысяч), Индии (15 тысяч), Иране (13 тысяч), США (10 тысяч), России (10 тысяч), Грузии (6 тысяч), Армении (6 тысяч).

### Научная
на русском языке
- Болотов В. В. Лекции по истории древней Церкви. — Т. 4.
- Глава: Несторианство. // Карташёв А. В. Вселенские соборы. — М.: Республика, 1994. — 542 с.
- Лурье В. М. История византийской философии. Формативный период. — СПб.: Axioma, 2006. — XX + 553 с. — ISBN 5-901410-13-0
- Селезнёв Н. Н. Христология Ассирийской Церкви Востока: Анализ основных материалов в контексте истории формирования вероучения. — М.: Euroasiatica, 2002. — 199 с. — ISBN 5-86748-101-8.
- Селезнёв Н. Н. Несторий и Церковь Востока. — М.: Путь, 2005. — 111 с. — ISBN 5-86748-032-1.
- Иларион (Алфеев), иером. Ассирийская Церковь Востока: взгляд на историю и современное положение // История Древней Церкви в научных традициях XX века. Материалы церковно-научной конференции, посвященной 100-летию со дня кончины В. В. Болотова. — СПб., 2000. — С. 72—75.
- Заболотный Е. А. Христология Церкви Востока: Основные направления развития в V — начале VII в. // Вестник ПСТГУ. Серия III: Филология. — 2014. — № 5 (40). — С. 33—44.
- Заболотный Е. А. Несторианство // Православная энциклопедия. — М., 2018. — Т. XLIX : Непеин — Никодим. — С. 110-127. — 39 000 экз. — ISBN 978-5-89572-056-1.

на других языках
- Nestorius and Nestorianism. Catholic Encyclopedia. Дата обращения: 8 августа 2011. Архивировано 23 августа 2011 года.англ.
- Henri Bernard, La découverte des Nestoriens Mongols aux Ordos et l’histoire ancienne du Christianisme en Extrême-Orient, Tianjin, Hautes Études, 1935.англ.
- Hill, Henry, ed. Light from the East: A Symposium on the Oriental Orthodox and Assyrian Churches (англ.). — Toronto: Anglican Book Centre, 1988.англ.
- Wilhelm Baum, Dietmar W. Winkler. The Church of the East: A Concise History. — London-New York: Routledge-Curzon, 2003. — ISBN 9781134430192.
- Brock, Sebastian P. Fire from Heaven: Studies in Syriac Theology and Liturgy. — Aldershot : Ashgate, 2006. — ISBN 9780754659082.
- Jean Meyendorff. Le Christ dans la Theologie Byzantine. Paris, 1968. (На английском: John Meyendorff. Christ in the Eastern Christian Thought. New York, 1969. Русский перевод: Прот. Иоанн Мейендорф. «Иисус Христос в восточном православном богословии». М., 2000.)
- Seleznyov, Nikolai N. «Nestorius of Constantinople: Condemnation, Suppression, Veneration, With special reference to the role of his name in East-Syriac Christianity» in: Journal of Eastern Christian Studies 62:3-4 (2010): 165—190.англ.
- Rossabi, Morris. Voyager from Xanadu: Rabban Sauma and the first journey from China to the West (англ.). — Kodansha, 1992. — ISBN 4770016506.англ.
- Stewart, John. Nestorian missionary enterprise, the story of a church on fire (англ.). — Edinburgh, T. & T. Clark, 1928.англ.
- Wilmshurst, David. The ecclesiastical organisation of the Church of the East, 1318-1913 (англ.). — Peeters Publishers, 2000. — P. 4. — ISBN 9789042908765.англ.

### Публицистика
1. Дмитрий Каниболоцкий, Гиваргис Бадаре Ассирийская Церковь Востока: зарождение, становление, трансформации — Религия в Украине, 22 сентября 2009 г.